# Kineskop

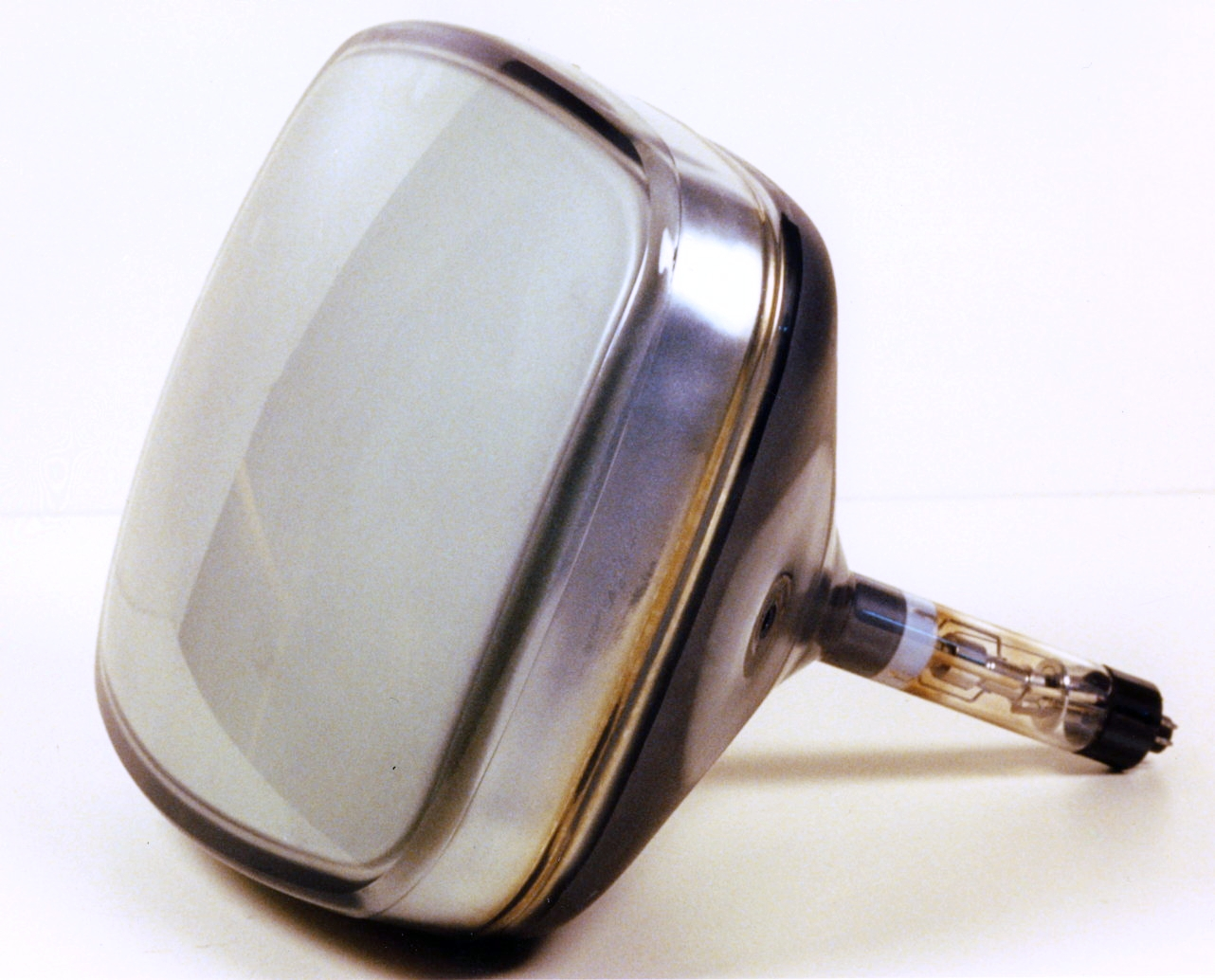
Kineskop telewizora

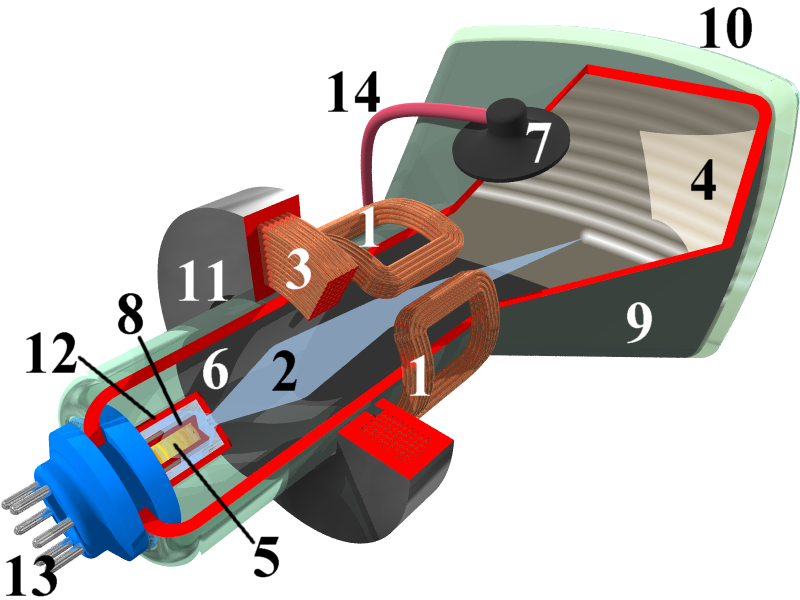
Kineskop czarno-biały
1 – cewki odchylające
2 – wiązka elektronów
3 – cewka ogniskująca
4 – luminofor
5 – grzejnik katody
6 – warstwa grafitowa wewnątrz lampy
7 – podłączenie anody
8 – katoda
9 – antyimplozyjna bańka lampy
10 – ekran
11 – żelazna obudowa cewki
12 – elektroda regulująca jasność plamki świetlnej
13 – cokół lampy
14 – przewód do podłączenia anody

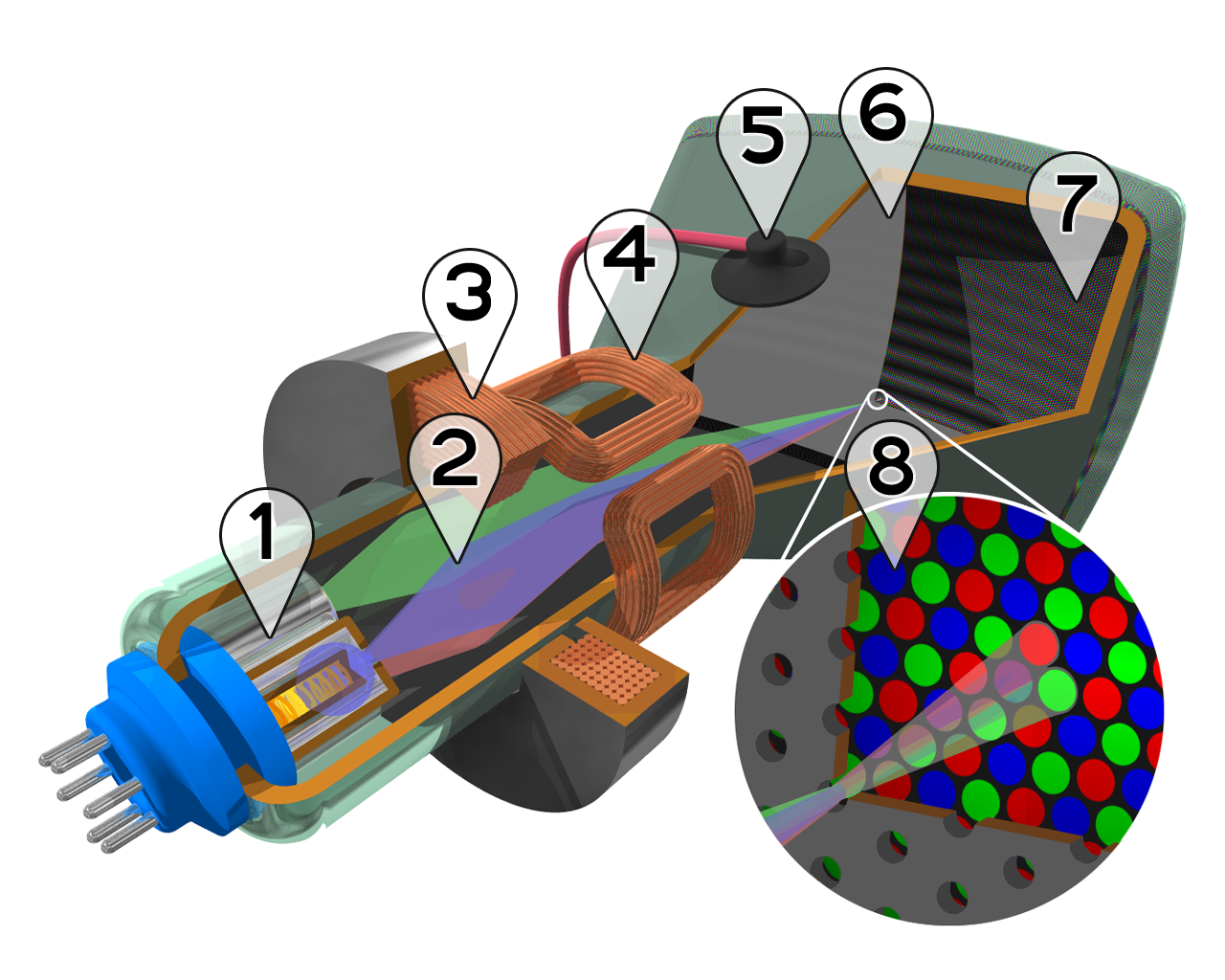
Kineskop kolorowy delta
1 – trzy działa elektronowe (katoda)
2 – wiązki elektronów
3 – cewka ogniskująca
4 – cewki odchylające
5 – przyłącze anody
6 – maska separująca wiązki
7 – luminofor
8 – powiększenie fragmentu luminoforu

Kineskop (z gr. kinēma 'ruch' i skopeo 'patrzę') – rodzaj lampy obrazowej. Cechą odróżniającą kineskop od lampy oscyloskopowej jest magnetyczne odchylanie elektronów.

## Nazwa
W polskiej terminologii przyjęto nazwę kineskop powstałą z połączenia słów:
- kine(to), kino – oznaczającą ruch działanie, kojarzoną z ruchomymi obrazami
- skop – przyrząd, instrument do obserwowania, badania, oglądania jakichś przedmiotów, ciał.

W oznaczeniach schematycznych używa się angielskiej nazwy Tube lub częściej CRT (ang. cathode-ray tube).

## Zasada działania
Elektrony emitowane przez katodę, trafiają – w zależności od rodzaju monitora – do trzech dział elektronowych (w przypadku monitorów kolorowych) bądź jednego działa elektronowego (w przypadku monitorów monochromatycznych). Działa formują elektrony z katody w wąską wiązkę i wystrzeliwują ją. Wiązka przyśpieszana przez anodę uderza w powierzchnię ekranu pokrytą luminoforem wywołując jego świecenie. Aby dało się rozświetlić każdy punkt powierzchni ekranu wiązka musi być odchylana w dwóch kierunkach – pionowym i poziomym. Do odchylenia wiązki elektronów wykorzystywane jest pole magnetyczne wytwarzane przez cewki odchylające. Kąt odchylenia wiązki elektronów od linii prostej jest proporcjonalny do natężenia pola magnetycznego, czyli do natężenia prądu elektrycznego płynącego przez cewki. Aby uzyskać liniowy przebieg wiązki po powierzchni ekranu (stałą prędkość przesuwania), pole, a zatem i prąd w cewkach musi narastać liniowo. (ponieważ powierzchnia ekranu nie jest wycinkiem sfery, wzrost natężenia prądu nieco się waha).
Zaletą odchylania magnetycznego jest możliwość uzyskania bardzo dużego kąta odchylenia, niemalże o 90°, umożliwia to tworzenie bardzo krótkich lamp o dużej powierzchni ekranu, odwrotnie niż w lampach oscyloskopowych. Wadą z kolei jest duża moc pobierana przez cewki w celu odchylenia strumienia, moc ta rośnie wraz ze wzrostem częstotliwości odchylania i rozmiarem ekranu – prędkość poruszania się plamki zależy od szybkości zmian pola magnetycznego. Układ musi zapewnić szybki powrót plamki na początek następnej linii. Realizuje się to przez szybką zmianę natężenia prądu elektrycznego w cewkach odchylających, co generuje w cewkach odchylających duże napięcie – tym wyższe im szybciej się zmienia. Impuls tego napięcia jest wykorzystywany do wytwarzania wysokiego napięcia potrzebnego do zasilania kineskopu.
Anoda zasilana jest stałym napięciem 25–27 kV dla kineskopów kolorowych, natomiast kineskopy monochromatyczne wymagają napięcia rzędu 17 kV. Stałe napięcie jest uzyskiwane w pierwszych modelach za pomocą diod próżniowych, zastąpionych po niedługim czasie przez stosy selenowe. W kolorowych kineskopach, zamiast wysokonapięciowych transformatorów i prostowników, zastosowano transformatory generujące napięcie ok. 3 kV i odpowiednie powielacze, które następnie zastąpiono całymi zalanymi żywicą zespołami – trafopowielaczami.
Kineskopy mogą być wykonywane jako monochromatyczne, zwane też „czarno-białymi” (choć niekoniecznie muszą świecić na biało, w użyciu są też inne kolory, np. zielony czy bursztynowy) lub kolorowe, czyli świecące jednocześnie w trzech kolorach – czerwonym, zielonym i niebieskim, co zgodnie z teorią barw umożliwia uzyskanie wszystkich kolorów. Kineskop o takiej konstrukcji zawiera trzy niezależne działa elektronowe, po jednym dla każdego koloru. Wiązki odchylane są przez to samo pole w taki sposób, że trafiają pod różnymi kątami w ten sam punkt, znajdującej się kilka centymetrów przed ekranem, maski. Po przejściu przez otwór maski każdy ze strumieni pada na plamkę odpowiedniego luminoforu – czerwonego, zielonego i niebieskiego.
Przednia powierzchnia (ekran) kineskopu ma kształt wycinka kuli lub walca. Budowane są też kineskopy pseudopłaskie, w których powierzchnia ekranu stanowi wycinek kuli lub walca o bardzo dużym promieniu, a czasem dodatkowo mają nadlewaną szkłem powierzchnię czołową.

### Kineskop projekcyjny
W kineskopie tego rodzaju  występuje strumień elektronów dużej mocy, służący do  rzutowania za pomocą układu luster i soczewek obrazów wytwarzanych na ekranie lampy  na ekran zewnętrzny. Kineskopy projekcyjne charakteryzują się małą średnicą ekranu (od kilku do kilkunastu centymetrów) oraz małym kątem odchylania, umożliwiającym uniknięcie zniekształceń obrazu. Niezbędną dużą luminancję uzyskuje się w tym rodzaju kineskopu za pomocą dużej wartości napięcia przyspieszającego, rzędu 25–100 kV. Istnieją kineskopy projekcyjne czarno-białe i kolorowe. Stosowane są w projektorach oraz telewizorach projekcyjnych.

### Kineskop 3D
Technologia zwykłego kineskopu próżniowego umożliwia też realizacje telewizji trójwymiarowej bez okularów. Telewizja taka zamiast jednej kamery używa siatki kamer np. 4×4, 8×8 lub 4×8 i sygnał z każdej kamery przesyłany jest jednocześnie w innym paśmie częstotliwości. Kineskop taki ma wtedy 3×16 lub 3×64 wiązek elektronowych i każda z trójek dział elektronowych wyświetla niezależnie obraz paralaksy z odpowiedniej kamery z siatki. Powierzchnia kineskopu na której wyświetlany jest obraz jest bardziej skomplikowana niż kineskopu telewizji nie trójwymiarowej. W szkle drążone są mikrownęki o wymiarze jednej plamki RGB i powierzchni sferycznej soczewki z których dodatkowo na powierzchni wyrastają pod różnymi kątami jeszcze mniejsze światłowodowe mikrosoczewki pokryte od wewnątrz kolorowym luminoforem. Soczewki wylewane są w szkle szkłem o większym niż otaczający współczynniku załamania. Trójki mikrosoczewek wyświetlają odpowiedni obraz z każdej z kamer  dla danego kąta paralaksy.

## Płaski kineskop kolorowy
W roku 1985 japońska firma Matsushita Electric Industrial Co. poinformowała, że jako pierwsza na świecie opracowała płaski kineskop kolorowy. Kineskop miał przekątną 10 cali (254 mm) i wymiary ok. 28 × 22 × 6,5 cm i ważył ok. 14 kg. Różnił się od tradycyjnych kineskopów brakiem szyjki z działem elektronowym oraz zespołu cewek odchylających.

### Zasada działania

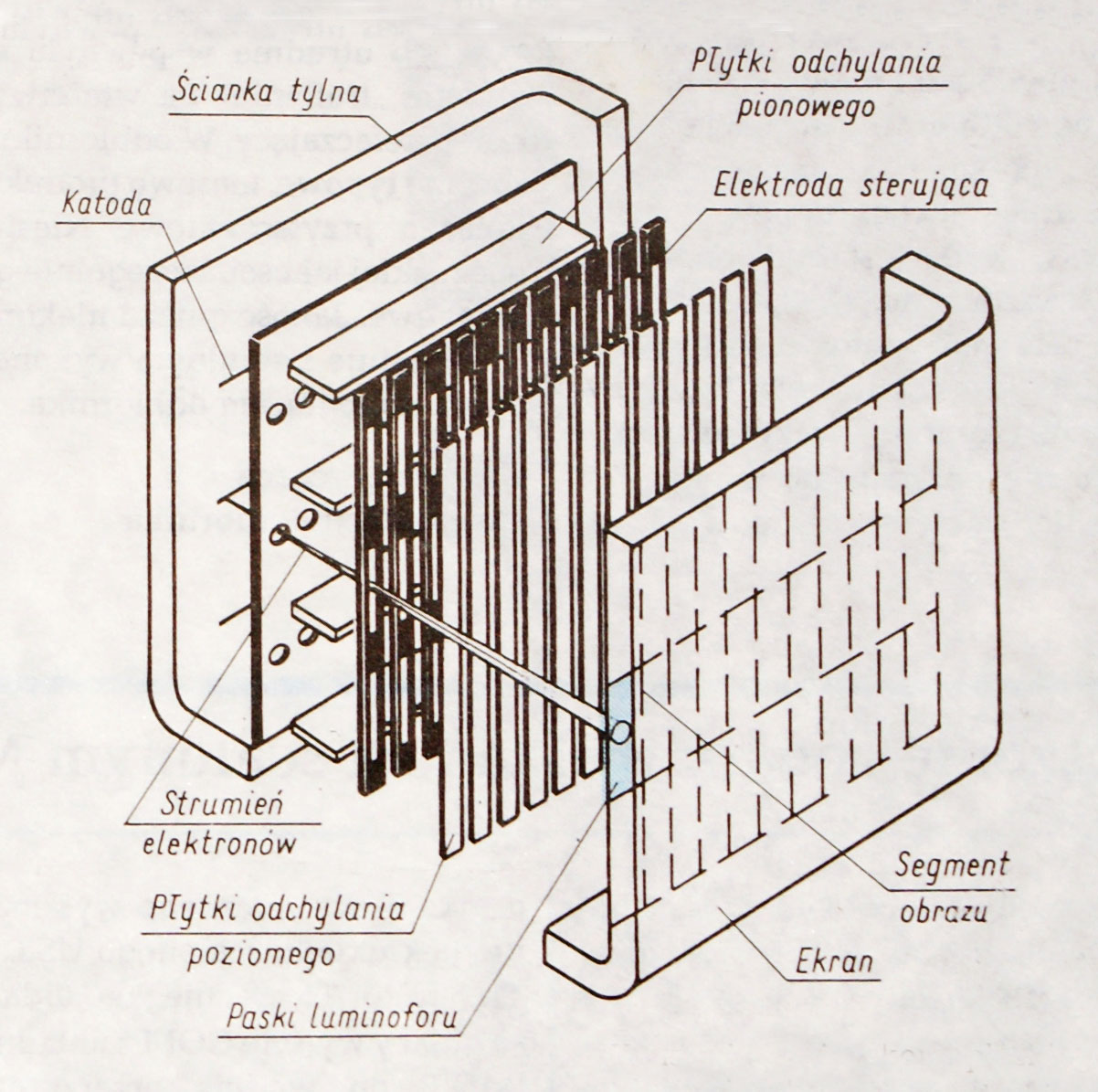
Konstrukcja płaskiego kineskopu kolorowego firmy Matsushita

Strumień elektronów formowany był w prostokątnej płytce (o wymiarach zbliżonych do wymiarów ekranu) zawierającej 3000 otworów w 15 poziomych rzędach. Za otworami znajdowało się 15 bezpośrednio żarzonych katod, które były rozmieszczone tak, że na wprost każdej z nich znajdowało się 200 otworów. 3000 strumieni elektronów było odchylanych przez płytki odchylania pionowego (umieszczone w poziomie), a następnie płytki odchylania poziomego (umieszczone w pionie). Płytki odchylania pionowego były szersze od płytek odchylania poziomego, ponieważ strumień elektronów wymagał znacznie większego odchylenia w pionie. Na strumienie elektronów oddziaływały potencjały dwóch płytek odchylających, między którymi przechodził strumień. Dotyczyło to zarówno odchylania pionowego, jak i poziomego. W ten sposób strumienie elektronów z każdej elementarnej wyrzutni były odchylane równolegle i padały na podstawowy segment ekranu, utworzony z sześciu pionowych pasków luminoforów RGB w postaci dwóch triad. Każdy segment ekranu zawierał 32 linie rastru w pionie.
Między płytkami odchylania pionowego i poziomego znajdowała się elektroda sterująca (odpowiednik siatki pierwszej w zwykłym kineskopie), umożliwiająca zmianę jaskrawości obrazu. Sterowania jaskrawością dokonywało się napięciem impulsowym, w którym czasy trwania impulsów były funkcją treści obrazu (PWM). Ponieważ elektroda sterująca składała się z 200 niezależnych sekcji, z których każda była sterowana indywidualnie, trzeba było zastosować 200 stopni sterujących (driverów). Dalszych 15 driverów potrzeba do sterowania katod, a 2 do sterowania płytek odchylania pionowego i poziomego. Łącznie, w celu uzyskania poprawnej pracy kineskopu, trzeba było zastosować 217 driverów.
Przewidywano także możliwość wykorzystania kineskopu jako monitor komputerowy, co wymagało zastosowania 1680 niezależnych driverów, sterujących 1200 paskami luminoforu (200 segmentów poziomych × 6 pasków kolorów) i 480 liniami wybierania (15 segmentów × 32 linie wybierania). W ten sposób uzyskiwało się matrycowe wybieranie 192 tys. trójkolorowych pikseli.
Sprawność energetyczna tego kineskopu była znacznie większa od konwencjonalnego kineskopu kolorowego ze względu na brak maski pochłaniającej do 80% prądu strumienia elektronów. Średnia jaskrawość kineskopu płaskiego kształtowała się na poziomie 70 fL (kineskop konwencjonalny ok. 100 fL), a pobór mocy przy średniej jaskrawości wynosił ok. 7,5 W.